# Prîșîb, Mîhailivka
Prîșîb (în ucraineană Пришиб) este o așezare de tip urban din raionul Mîhailivka, regiunea Zaporijjea, Ucraina. În afara localității principale, mai cuprinde și satele Rozivka, Sloveanka și Smîrenivka.

## Demografie
Componența lingvistică a așezării de tip urban Prîșîb
     Ucraineană (80,15%)
     Rusă (19,05%)
     Alte limbi (0,45%)
Conform recensământului din 2001, majoritatea populației așezării de tip urban Prîșîb era vorbitoare de ucraineană (80,15%), existând în minoritate și vorbitori de rusă (19,05%).